# اختبار شيرمر
اختبار شيرمر  هو اختبار يحدد ما إذا كانت العين تنتج ما يكفي من الدمع لإبقائها رطبة.  يجرى هذا الاختبار عندما يُعاني المريض من جفاف شديد وإفراط في التدميع نتيجة للجفاف. لا يشكل الاختبار أي خطرٍ على صحة المريض عندما يعطي الاختبار رطوبة بطول أكثر من 10 ملم من الرطوبة على ورقة الترشيح خلال 5 دقائق، فإنَّ نتيجته سلبية ولا يعاني المريض من الجفاف. في الحالة الطبيعية تفرز كلا العينين كمية متساوية من الدموع وقد سمي الاختبار نسبة لأوتو شيرمر [الإنجليزية].

## إجراء الاختبار

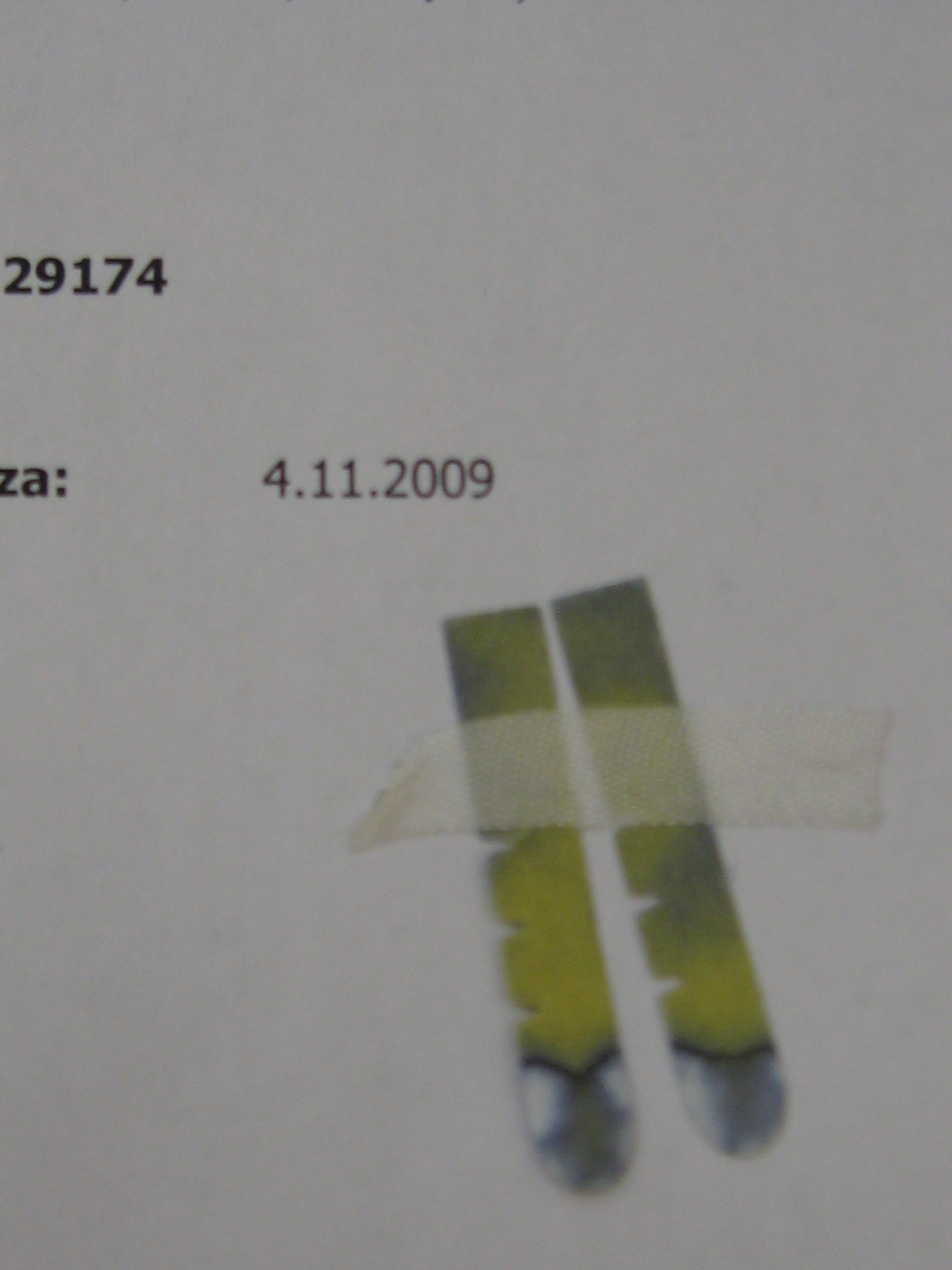
اختبار شيرمر = 0,00 في متلازمة شوغرن

اختبار شيرمر يستخدم شريطاً ورقياً (من نوع خاص) يوضع داخل العين لمدة عدة دقائق وذلك لقياس كمية الدموع المنتجة خلال ذلك الوقت. غالباً يتضمن الاختبار وضع شريط صغير من الورق المرشح داخل الجفن السفلي (القبو السفلي). ثم تغلق العينين لمدة 5 دقائق. ثم يجرى إزالة الشريط ويتم قياس كمية الرطوبة.
 كيف تقرأ نتائج اختبار شيرمر:
1. طبيعي وهو ≥15 مم من 
ترطيب الورقة بعد 5 دقائق.
2. معتدل وهو 14-9 مم من ترطيب الورقة بعد 5 دقائق.
3. متوسط الذي هو 8-4 مم من ترطيب الورقة بعد 5 دقائق.
4. شديد وهو <4 مم من ترطيب الورقة بعد 5 دقائق.

## روابط خارجية
- مدلاين بلس Schirmer's test